# Антрацит (місто)
Антраци́т (МФА: [ɐntrɐˈt͡sɪt] ( прослухати); до 1962 року — Боково-Антрацит) — місто в Україні, адміністративний центр Антрацитівської міської громади Ровеньківського району Луганської області. Населення — 53.6 тис. осіб.

## Географія
Місто Антрацит — центр Антрацитівського району Луганської області України — знаходиться в північно-східній частині Донецького кряжа за 70 км на південний захід від Луганська, за 130 км на північний схід від Донецька, на автостраді E50М03 (Харків — Ростов-на-Дону). Місто лежить у мальовничій степовій місцевості, яка порізана балками, горбами, річечками, неподалік від державного кордону з Росією.
Є невеликі річки приток річок Нагольна і Міус, а також штучно створені водойми: ставки та підземні озера.

## Природні характеристики
Антрацит — місто обласного підпорядкування, розташоване в південній частині області, за 70 км від Луганська та 32 км від кордону з Ростовською областю Росії. Територія, підпорядкована Антрацитівській міській раді, становить 61 км², територія міста Антрацита 29 км². Довжина міста з півночі на південь — 9,2 км, зі сходу на захід —7,8 км.
Рельєф неспокійний. Висота рельєфу від 240 до 250 м над рівнем моря. Антрацит знаходиться в помірно-континентальній кліматичній області з дещо посушливим літом та м'якою з помірними опадами зимою, з нестійким сніговим покровом. Середня температура найтеплішого місяця (липня) + 23 °C, найхолоднішого (січня) −5 °C -7 °C. Максимальна температура влітку сягає +42 °C, мінімальна в окремі зими сягає -40 °C. Останні весняні заморозки спостерігаються в другій декаді квітня, а перші осінні — в другій декаді вересня. Середня сума опадів від 150 мм до 320 мм із різким коливанням за роками. Висота снігового покриву становить в середньому 6-11 см. Через часті відлиги сніговий покров нестійкий, земля промерзає на глибину від 0,7 до 1 м.
Географічне розташування вигідне. Місто перебуває в центрі Донецького кряжу на відрогах південно-східної частини Нагольного кряжу, який має складну геологічну історію. Наприкінці девонського періоду тут утворився прогин земної кори, який згодом заповнили води моря кам'яновугільного періоду. Впродовж цього періоду море багато раз зникало і знову з'являлось.
Донецька западина заповнювалась осадовими породами: вапняком, глинами, прошарками вугілля. Тут налічують понад 200 пластів вугілля робочої потужності; 50 пластів потужністю від 45 см до 2 м. Теплотворна здатність місцевого вугілля становить 7800-8350 кал/кг.
Промислові запаси вугілля становлять 102,495 млн тонн, у тому числі за розробленими пластами 66,981 млн тонн. Промислові запаси вугілля на глибині до 600 м — 5,561 млн тонн, на глибині 600—1200 м — 54,654 млн тонн, понад 1200 м — 42,280 млн тонн. Промислові запаси на пластах із кутом падіння до 35° — 102,495 млн тонн, у тому числі з потужністю понад 1 м — 49,5 млн тонн. Усі промислові запаси вугілля мають марку А. У надрах міста Антрацита міститься 3 % світових запасів антрациту.
Нагольний кряж багатий на кристалічний гранітний гнейс. Є родовища кольорових металів, золота, вапняку, глини, пісковика.
Антрацит розташований у степовій зоні. Ґрунти тут чорноземні та каштанові. За гранулометричним складом переважають суглинкові ґрунти. Часто ґрунти кам'янисті.
На ресурси води місто не багате, є декілька невеликих річок, приток річок Нагольна та Міус. Крім того, є декілька штучно створених водойм. За даними геологів, на території міста є кілька підземних озер.
Рослинність: дуб, клен, тополя, береза, сосна, клен, терен, вільха, верба, акація тощо.

### Клімат
Клімат — помірно континентальний. Літо спекотне, середня температура липня від 21,8 °C до 35 °C; зима холодна, середня температура січня від −10 до −20 °C. Опадів за рік 400—500 мм.

## Історія
Назва міста свідчить про його промислову спеціалізацію та трудову біографію. Це місто шахтарів, які видобувають високоякісне вугілля антрацит, що й дало ім'я місту.
Антрацит засновано у 1895 році. У 1896 на території селища засновано акціонерне «Товариство Боковських антрацитівських рудників Красильщикова і Шарапова». До жовтня 1917 року територія міста входила до складу Таганрозького округу Області Великого Війська Донського. У 1920 році, коли націоналізовані шахти були об'єднані в Боковське рудоуправління, селищу була надана офіційна назва Боково-Антрацит. 1936 року воно стало районним центром, у 1938 році Боково-Антрацит було зачислене до категорії міста районного підпорядкування.
Реформою 30.12.1962 р. м. Боково-Антрацит було перейменовано на м. Антрацит з віднесенням до розряду обласного підпорядкування (в сучасних адміністративних межах).

### Війна 2014 року
До 5 травня на 8-й день після проголошення Луганської народної республіки місто захопили донські «казаки», які прибули з території Росії, на будівлі міськради було вивішено донський прапор. До 11 травня місто стало перевантажним пунктом для бойовиків та зброї із сусідньої Росії. Цього ж дня повідомлялося про високу явку мешканців міста на псевдореферендум.
14 серпня у ході визволення українських бійців, які потрапили в оточення біля міста Антрацит, загинув старший солдат 30-ї бригади Володимир Шленчак — внаслідок прямого влучення у БМП снаряду РСЗВ «Град» російських терористів. 15 серпня 2014 року, вириваючись з оточення з-під Антрацита, бійцям першого батальйону 30-ї бригади вдалося ліквідувати групу бойовиків. Серед одиниць знищеної техніки був автомобіль марки «Жигулі» з емблемою "Донського козацтва", у бойовиків виявлено коштовності, вироби з золота — жіночі сережки та кулони — цілком можливо, вкрадені у місцевих жителів.
Хоча місто і знаходиться на території, проголошеній проросійськими терористами "ЛНР", однак контролює його не "ЛНР", а так зване «Всевелике військо Донське».
14 листопада Антрацит внесено до переліку населених пунктів на Сході України, на яких тимчасово не діє українська влада
28 листопада у місті розпочалися серйозні збройні сутички між підрозділами «Луганської народної республіки» та казаками отамана Козіцина, а місто, за інформацією місцевих мешканців, було частково перекрито, зокрема низка в'їздів і виїздів з міста, а для місцевих жителів відкрили бомбосховища. Під час сутичок загинув комендант міста В'ячеслав Пеніжанін (позивний «Прапор») та ще кілька осіб з числа бойовиків.. За інформацією РНБО, що була оприлюднена пізніше, під час сутичок, причиною яких стало розкрадання козаками Козіцина великої суми грошей та спробою зачистки підрозділами Росії непідконтрольних ватажків формувань бойовиків, загинуло щонайменше 12 осіб. Інформація про загибель коменданта міста В'ячеслава Пеніжаніна та начальника штаба формувань сепаратистів Михайла Коваля під час сутичок була підтверджена самими казакамі. За деякими даними, отаман Микола Козіцин був затриманий співробітниками ФСБ 28 листопада і вивезений до Росії.

## Населення
Чисельність населення міста становить 53 641 осіб (2017). Густота населення — 875 осіб на км²

### Національний склад
Національний склад населення за даними перепису 2001 року:
| Національність  | Відсоток |
| --------------- | -------- |
| українці        | 49,68%   |
| росіяни         | 46,71%   |
| татари          | 1,02%    |
| білоруси        | 0,96%    |
| вірмени         | 0,22%    |
| молдовани       | 0,17%    |
| поляки          | 0,12%    |
| азербайджанці   | 0,10%    |
| інші/не вказали | 1,02%    |

### Мовний склад
Розподіл населення за рідною мовою за даними перепису 2001 року:
| Мова            | Кількість | Відсоток |
| --------------- | --------- | -------- |
| російська       | 54473     | 85.91%   |
| українська      | 7024      | 11.08%   |
| циганська       | 84        | 0.13%    |
| вірменська      | 55        | 0.09%    |
| білоруська      | 49        | 0.08%    |
| румунська       | 18        | 0.03%    |
| інші/не вказали | 1701      | 2.68%    |
| Усього          | 63404     | 100%     |

## Адміністративно-територіальний устрій
Територія, підпорядкована Антрацитівській міській раді, становить 6132 га, територія міста Антрацита — 2898 га. В адміністративному підпорядкуванні міста перебуває 6 селищ міського типу: Боково-Платове, Верхній Нагольчик, Дубівський, Кам'яне, Кріпенський і Щотове, а також 5 селищ: Садовий, Христофорівка, Лісне, Степове, хутір Мельникове та 2 села: Зелений Курган та Оріхове.
До Антрацитівської місцевої ради обрано 48 депутатів. До 6 селищних рад обрано 120 депутатів: Боково-Платівська селищна рада — 20, Верхньонагольчицька — 15, Дубівська — 21, Кам'янська — …, Кріпенська — 20, Щотівська — 23. Сільських рад немає.

## Промисловість
Економічний потенціал міста представляють 22 великі промислові підприємства та 145 малих підприємств. На частку промисловості випадає 94,5 % випуску валової продукції. 75 % загального обсягу промислового виробництва міста складає продукція підприємств вугільної галузі: чотирьох шахт, двох збагачувальних фабрик. Машинобудування представлене дев'ятьма підприємствами, найбільші з них: ТОВ «Пневматика», АОЗТ «Прокат», АООТ «Колор», ЗАТ «Антрацитівський завод збірних теплиць», ДП «Еталон-термо». Підприємства харчової промисловості: філія ТОВ «Коровай», хлібокомбінат, КП «Темп ЛТД» (безалкогольні напої).

## Транспорт
Міський громадський транспорт в Антрациті представлений тролейбусом, автобусами і маршрутними таксі.

## Освіта
Вищих навчальних закладів усіх рівнів — 5, а саме:
- Антрацитівський факультет гірництва і транспорту Східноукраїнського Національного університету ім. В. Даля;
- Антрацитівський філіал кафедри програмного забезпечення ЕОМ та ЕМ Харківського національного університету радіоелектроніки;

навчальні заклади І-ІІ рівня акредитації:
- Антрацитівський технікум радіоелектронного приладобудування;
- Антрацитівське медичне училище;
- Антрацитівський професійний будівельний ліцей;
- Антрацитівський ліцей автомобільного транспорту.

Загальноосвітніх навчально-виховних закладів — 31. Дошкільних закладів — 17.
Професійно-технічних училищ — 3.
У місті в 1970-их роках працювала викладачем середньої школи Надія Світлична, українська правозахисниця, одна з лідерів руху опору комуністичній владі. Сестра дисидента та правозахисника Івана Світличного.

## Охорона здоров'я
У місті працюють 16 медичних закладів (10 лікарських закладів і 6 поліклінічних закладів), серед них психоневрологічний та наркодиспансери обласного підпорядкування. У них працюють 1366 осіб: лікарів — 238, середнього медичного персоналу — 766, молодшого медичного персоналу — 590.
Кількість ліжко-місць — 590.

## Релігійне життя
У місті діють 15 релігійних організацій різних конфесій. Серед віруючих більшість сповідує православну християнську віру і відвідують храми УПЦ: Свято-Покровську, Свято-Олександра Невського, Свято-Георгіївську, Свято-Казанську, Ікони Божої Матері «Скоропослушниці», Рівноапостольної Ніни церкви.
Активно діють у місті громади свідків Єгови, Євангельских християн-баптистів. Досить численна мусульманська громада «Аль-Іхлас», оскільки в місті мешкає 1,2 % населення татарської національності.
У селищі Боково-Платове знаходиться пам'ятка архітектури храм Олександра Невського (1854 р.).

## Відомі жителі
- льотчик-космонавт, двічі Герой Радянського Союза Володимир Ляхов;
- Олімпійський чемпіон зі спортивної гімнастики Ігор Коробчинський;
- народна артистка Радянського Союзу Бела Руденко;
- письменники Тарас Рибас, Владислав Титов, Григір Тютюнник;
- перший віце-президент федерації футболу України Олександр Бандурко;
- посол Росії В. Раєвський;
- генерал-полковник А. Богданов;
- режисер і сценарист кіно Людмила Серебреникова;
- актриса Євгенія Лоза;
- міжнародний гросмейстер, майстер спорту України з шахів Анастасія Гуцко;
- баскетболіст Олексій Лень.
- Федорін Юрій Петрович (1979—2017) — молодший сержант Збройних сил України, учасник російсько-української війни.